# James carne
James P. Carne(James Power Carne, 1906년 4월 11일 ~ 1986년 4월 19일 )은 영국 육군 대령으로, 제2차 세계 대전과 한국 전쟁에서 활약하였다.
그는 1951년 4월, 한국 전쟁 임진강 전투에서 뛰어난 지휘력을 발휘하며 빅토리아 십자훈장(VC)을 수훈하였다. 이 전투에서 칸 대령이 지휘한 글로스터셔 연대(Gloucestershire Regiment)는 중국군의 압도적인 공격에 맞서 "영광스러운 글로스터스(The Glorious Glosters)"라는 명성을 얻었다.
전투 후 그는 중국군의 포로가 되어 혹독한 감금 생활을 견디며 영국군 포로들을 지휘하였고, 전쟁 후 고향으로 돌아와 은퇴 생활을 하였다.

## 초기 생활
James P. Carne은 1906년 4월 11일, 영국 콘월주 팔머스(Falmouth, Cornwall)에서 태어났다.부친 조지 뉴비 칸(George Newby Carne)은 양조업자이자 와인 상인이었다. 칸 대령은 윈저(Windsor)의 임페리얼 서비스 칼리지(Imperial Service College)를 졸업한 후,영국 육군사관학교(Royal Military College, Sandhurst)를 수료하고 1925년 9월 3일, 글로스터셔 연대(Gloucestershire Regiment) 소위(Second Lieutenant)로 임관하였다.
그는 이후 여러 차례 승진하여,
- 1927년 9월 3일 중위(Lieutenant) 승진
- 1935년 10월 1일 대위(Captain) 승진
- 1942년 9월 3일 소령(Major) 승진
- 1949년 2월 7일 중령(Lieutenant Colonel) 승진

제2차 세계 대전 동안 칸 대령은 여러 전투에 참가하며 지휘 능력을 인정받았다.
전쟁 후 1949년, 제1대대 글로스터셔 연대(1st Battalion, The Gloucestershire Regiment) 지휘관으로 임명되었다.

## 한국 전쟁과 임진강 전투
1950년 11월, 칸 대령은 한국 전쟁에 참전하여 제29독립보병여단(29th Independent Infantry Brigade) 소속 글로스터셔 연대를 지휘하였다.
그는 청천강 전투에서 후퇴하는 유엔군을 엄호하는 역할을 수행하였으며, 1951년 2월 16일, 한강 남쪽에서의 반격 작전을 성공적으로 이끌었다.

### 임진강 전투와 빅토리아 십자훈장
1951년 4월, 칸 대령의 연대는 임진강 전선 14km에 걸쳐 방어 임무를 수행하였다. 4월 22일 밤, 중국군 27,000여 명이 유엔군을 공격하며 춘계 공세(Spring Offensive)를 개시하였다. 중국군의 목표는 영국 제29여단과 미군 제3보병사단을 섬멸하고 서울을 점령하는 것이었다. 칸 대령이 이끄는 "글로스터스" 연대는 11,000명에 달하는 중국군과 교전하였으며, 그는 직접 총과 수류탄을 들고 최전선에서 전투를 지휘하며 두 차례의 돌격을 성공적으로 이끌었다. 중국군의 파상공세 속에서도 끝까지 방어선을 유지한 공로로, 그는 1953년 10월 23일, 빅토리아 십자훈장(VC)을 수훈하였다.

### 마지막 저항과 포로 생활

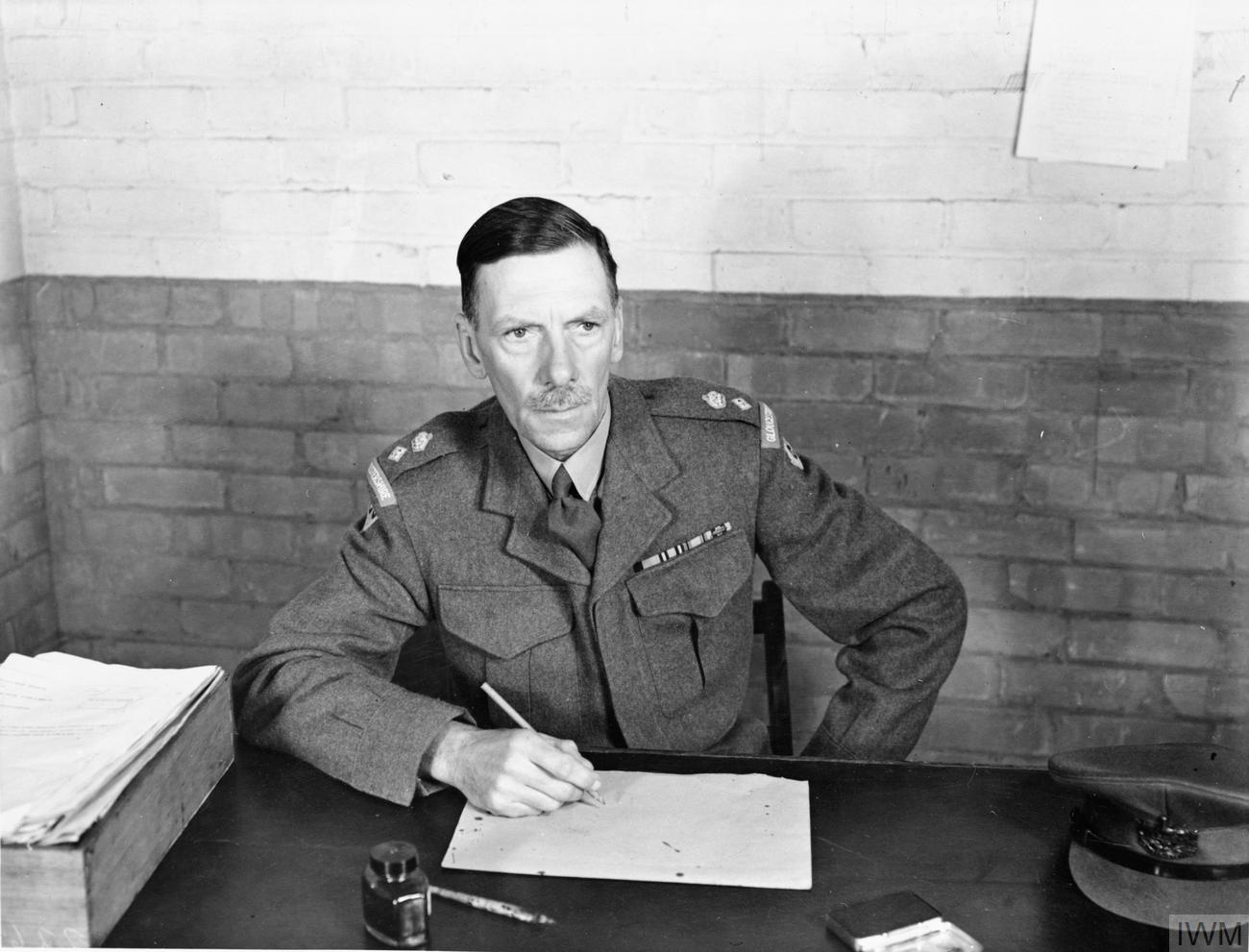
1953년 한국전쟁에서 돌아온 후의 제임스 카네 중령 사진.

4월 24일, 칸 대령과 생존자들은 "글로스터 힐(Gloster Hill)"이라 불리는 235고지에서 최후 저항을 펼쳤다.
그러나 중국군의 전차 및 대규모 보병 공격으로 인해 영국군 지원 병력이 후퇴하면서, 그들은 완전히 고립된 채 전투를 지속해야 했다.
4월 25일 새벽, 탄약과 지원이 끊긴 칸 대령은 부대를 소규모 조로 나누어 탈출을 시도하도록 명령하였으나, 63명만이 탈출에 성공하였고, 칸 대령을 포함한 700여 명의 병력은 전사, 부상, 또는 포로가 되었다.

## 전후 생활 및 업적
귀국 후, 칸 대령은 영국 육군에서 공식 퇴역하고 고향인 글로스터셔에서 은퇴 생활을 하였다. 그의 전쟁 경험과 포로 생활은 전쟁 심리학 및 세뇌 연구에 중요한 사례로 기록되었다.
1986년 4월 19일, 칸 대령은 향년 80세로 타계하였으며, 그의 유해는 첼트넘(Cheltenham)의 바운서스 레인 묘지(Bouncer’s Lane Cemetery)에 안장되었다

## 공훈 및 영예
- 제임스 파워 칸 대령은 6.25 전쟁에서의 용맹한 지휘로 다수의 훈장을 수훈하였다.
  - 빅토리아 십자훈장(VC, 1953년)
  - 특별공로훈장(DSO, Distinguished Service Order)
  - 대영제국훈장(OBE, Order of the British Empire)
- 2015년, 대한민국 정부는 한국전쟁 65주년을 기념하여 칸 대령의 얼굴이 새겨진 기념우표를 발행하였다.

## 참고문헌
- 영국 국립문서보관소(The National Archives, UK)
- 대한민국 국가보훈부, "한국전쟁과 영국군"
- The London Gazette, "James Carne VC, DSO"
- Soldiers of Gloucestershire Museum